# Cachupa
Cachupa (phát âm tiếng Bồ Đào Nha: [kɐˈʃupɐ], tiếng Creole Cabo Verde Katxupa /kɐˈʧupɐ/) là một món ăn nổi tiếng từ quần đảo Cabo Verde, Tây Phi. Đây là một món hầm nấu chậm có thành phần chính là ngô (hominy), đậu, sắn, khoai lang, cá hoặc thịt (xúc xích, thịt bò, dê hoặc gà), và thường là morcela (dồi). Được gọi là món ăn quốc gia, mỗi đảo có phong cách biến tấu riêng. Những phiên bản của công thức được gọi là cachupa rica có xu hướng có thành phần đơn giản hơn so với pobre cachupa.

## Cachupa guisada

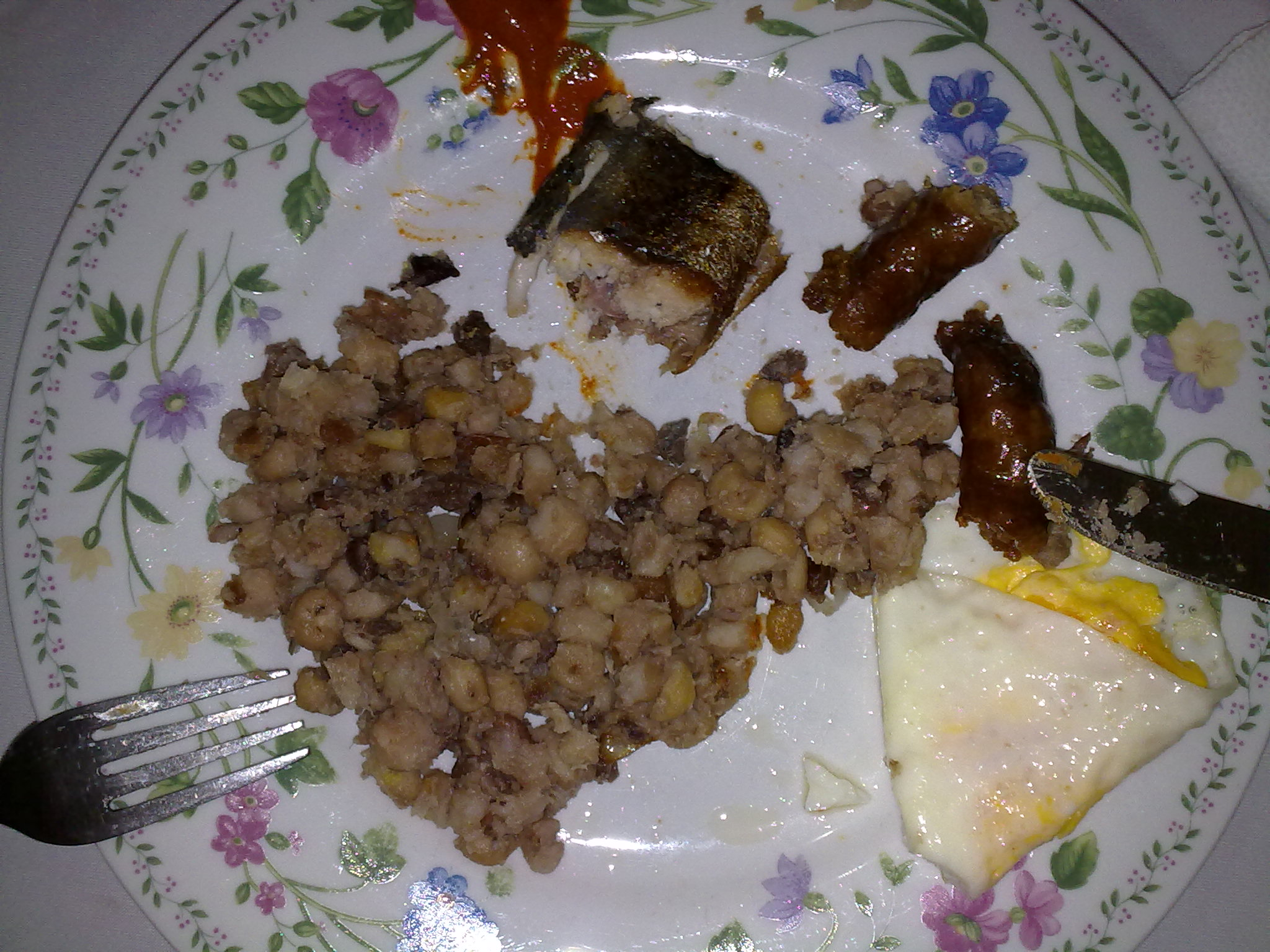
Cachupa frita (còn được biết đến với cái tên cachupa guisada)

Sản phẩm thừa của Cachupa thường được chiên lại, cho ra thứ được gọi là cachupa frita, cachupa guisada hoặc cachupa refogada, có nghĩa là  "cachupa chiên". Món ăn này có thể được phục vụ trong bữa sáng với trứng chiên và xúc xích chiên (linguiça) hoặc cá thu chiên.

## Khác
Ngoài ra còn có biến tấu phong cách Cachupa Rica được phục vụ tại Quintal da Música, nhà hàng và câu lạc bộ âm nhạc ở Cao nguyên và Trung tâm Praia.

## Ở São Tomé và Príncipe
Đây cũng là một trong những món ăn phổ biến nhất của São Tomé và Príncipe. Chúng có thể được mang đến từ Cabo Verde. Món ăn được chế biến với đậu xanh, đậu răng ngựa và ngô.

## Di sản
Album phòng thu thứ năm và gần đây nhất của Carmen Souza, có tựa đề Kachupada nói về món ăn truyền thống này, được phát hành vào năm 2013.